# Edith Wakeling
Edith Wakeling, nata Edith Madeleine Gilmour (Montreal, 11 giugno 1879 – Los Angeles, 21 marzo 1962), è stata una montatrice canadese.

## Biografia
Edith Wakeling nacque a Montreal, nel Quebec, da James Gilmour e Mary Sullivan. Nel 1900 sposò Otty Wakeling.
Dal matrimonio nacquero tre figli; poi Otto morì di polmonite in Arizona. La loro figlia Gwen sarebbe diventata una costumista vincitrice di un Oscar e, per la televisione, creò tra l'altro molti degli abiti di Lucille Ball per Lucy ed io. Anche un altro figlio, Don S. Wakeling sarebbe diventato costumista.

### Carriera hollywoodiana
La Wakeling iniziò la sua carriera a Hollywood come stenografa in uno studio di produzione imparando poi il mestiere di sceneggiatrice e quello di produzione. Nel 1924, si fece strada come montatrice. Dichiarava che seguiva la lavorazione dei film per controllarne la continuità. Durante gli anni venti, lavorò al montaggio di alcuni film tra cui The Satin Woman (1927) e The Pace That Kills (1929). L'ultimo film dove venne accreditata è Linda del 1929. Sembra che poi sia passata a lavorare come addetto stampa, lavorando con il regista Walter Lang.

## Filmografia
- The Final Extra, regia di James P. Hogan (1927)
- Quarantined Rivals, regia di Archie Mayo (1927)
- Sinews of Steel, regia di Frank O'Connor (1927)
- Mountains of Manhattan, regia di James P. Hogan (1927)
- The Satin Woman, regia di Walter Lang (1927)
- Blondes by Choice, regia di Hampton Del Ruth (1927)
- The Cheer Leader
- The Road to Ruin, regia di Norton S. Parker (1928)
- The Pace That Kills